# Alessandro Albini
Alessandro Albini (1568 – 17 agosto 1646) è stato un pittore italiano.

## Biografia e opere
Non si hanno notizie biografiche precise. Seguace di Ludovico Carracci e definito «spiritoso pittore» dal Lanzi, pare sia stato aiuto a Guido Reni per la Cappella dell'Annunziata nel Palazzo del Quirinale. Eseguì pure le decorazioni per la tomba del Carracci, mentre a Bologna lasciò affreschi e dipinti nel chiostro del monastero di San Michele in Bosco (I martiri Valeriano e Tiburzio portati alla sepoltura, Santa Cecilia rapita dalla musica celeste e San Benedetto resuscita un morto) e nella basilica di San Domenico (Santi protettori della città).